# Standard Liège
Royal Standard de Liège je belgijski nogometni klub iz Liègea.
Klub je osnovan 1898. godine. S devet naslova državnog prvaka, te pet osvojenih kupova, treći je najuspješniji belgijski klub svih vremena, iza Club Bruggea i Anderlechta. Najveći uspjeh Standarda u europskim natjecanjima je kad su igrali u finalu Kupa pobjednika kupova 1982. godine, gdje su poraženi od Barcelone. Sezone 2007./08., nizom od 31 utakmice bez poraza, osvojili su prvi naslov državnog prvaka nakon 25 godina. Zbog boje dresova, nadimak im je Les Rouches (crveni), a svoje domaće utakmice igraju na stadionu Maurice Dufrasne. Standard ima mnogo navijačkih skupina, od kojih su najveće "Hell-Side 81", "Ultras Inferno 96", "Kop Rouche" i "PHK".  

## Klupski uspjesi

### Domaći uspjesi
Belgijska prva liga:
- Prvak (10): 1957./58., 1960./61., 1962./63., 1968./69., 1969./70., 1970./71., 1981./82., 1982./83., 2007./08., 2008./09.
- Drugi (12): 1925./26., 1927./28., 1935./36., 1961./62., 1964./65., 1972./73., 1979./80., 1992./93., 1994./95., 2005./06., 2010./11., 2013./14.

Belgijski kup:
- Prvak (8): 1954., 1966., 1967., 1981., 1993., 2011., 2016., 2018.
- Finalist (10): 1965., 1972., 1973., 1984., 1988., 1989., 1999., 2000., 2007., 2021.

Belgijski Liga kup:
- Prvak (1): 1975.

Belgijski Super kup:
- Prvak (4): 1981., 1983., 2008., 2009.
- Finalist (4): 1993., 1982., 2011., 2016.

### Europski uspjesi
Kup pobjednika kupova:
- Finalisti (1): 1981./82.

## Nagrade navijača

### Igrač sezone (od 1997./98.)
Najbolji igrač Standarda u sezoni (glasovanje na službenoj web stranici)
| Sezona    | 1.                   | 2.               | 3.                |
| --------- | -------------------- | ---------------- | ----------------- |
| 1997./98. | Björn van der Doelen | -                | -                 |
| 1998./99. | Vedran Runje         | António Folha    | Emile Mpenza      |
| 1999./00. | Bernd Thijs          | Michaël Goossens | Vedran Runje      |
| 2000./01. | Vedran Runje         | Ivica Mornar     | Robert Prosinečki |
| 2001./02. | Almani Moreira       | Michaël Goossens | Harold Meyssen    |
| 2002./03. | Fredrik Söderström   | Almami Moreira   | Ole Martin Årst   |
| 2003./04. | Emile Mpenza         | Almami Moreira   | Jonathan Walasiak |
| 2004./05. | Sérgio Conceição     | Vedran Runje     | Oguchi Onyewu     |
| 2005./06. | Mémé Tchité          | Sérgio Conceição | Almami Moreira    |
| 2006./07. | Steven Defour        | Milan Jovanović  | Sérgio Conceição  |
| 2007./08. | Dieumerci Mbokani    | Milan Jovanović  | Steven Defour     |

### Trofej Scharlaken UGH (od 2000./01.)
Igrač sezone prema izboru navijačke skupine Les Rouches des Flandres u suradnji sa službenim web stranicama
| Sezona    | 1.               |
| --------- | ---------------- |
| 2000./01. | Vedran Runje     |
| 2001./02. | Almami Moreira   |
| 2002./03. | Almami Moreira   |
| 2003./04. | Emile Mpenza     |
| 2004./05. | Sérgio Conceição |
| 2005./06. | Oguchi Onyewu    |
| 2006./07. | Steven Defour    |

## Poznati igrači
- Robert Prosinečki
- Milan Rapaić
- Leon Benko
- Tomislav Mikulić
- Ivica Mornar
- Miljenko Mumlek
- Leon Benko
- Joško Bilić
- Mladen Pelaić
- Krasnodar Rora
- Vedran Runje
- Lovre Vulin
- Robert Špehar
- Filip Šušnjara
- Eric Gerets
- Michel Preud'Homme
- Éric Deflandre
- Émile Mpenza
- Mbo Mpenza
- Jean-Marc Bosman
- Jean Capelle
- Roger Claessen
- Maurice Gillis
- Léon Semmeling
- Daniel Van Buyten
- Igor de Camargo
- Michel Preud'Homme
- Džemaludin Mušović
- Dante
- Ljubomir Radanović
- Josip Bukal
- Edhem Šljivo
- Zoran Bojović
- Milan Galić
- Ivica Dragutinović
- Zoran Jelikić
- Milan Jovanović
- Srebrenko Repčić
- Dejan Peković
- Vladimir Petrović
- Aleksandar Petaković
- Radovan Radaković
- Silvester Takač
- Horst Hrubesch
- Wilfried Dalmat
- Mémé Tchité
- Christian Benteke
- Leon Benko
- Guy Hellers
- Björn van der Doelen
- António Folha
- Bernd Thijs
- Almami Moreira
- Michaël Goossens
- Harold Meyssen
- Fredrik Söderström
- Ole Martin Årst
- Jonathan Walasiak
- Sérgio Conceição
- Oguchi Onyewu
- Steven Defour
- Dieumerci Mbokani
- Maurice Gillis
- Kevin Mirallas
- Benjamin Nicaise
- Jonathan Legear
- Guy Vandermissen
- Gilbert Bodart
- Joseph Yobo
- Rorys Aragon Espinoza
- Johan Boskamp
- Marcos Camozzato
- Ricardo Sá Pinto
- Jorge Costa
- Liviu Ciobotariu
- Bogdan Stelea
- Sinan Bolat
- Gonzalo Sorondo
- Fabián Carini
- Milan Simeunović

## Poznati treneri
- Tomislav Ivić
- Milorad Pavić
- Željko Mijač
- László Bölöni
- Luka Peruzović
- Ivan Leko

## Vanjske poveznice
- Službena stranica (fr.)/(nizoz.)/(engl.)/(njem.)